# ヘレン・ドーナト
ヘレン・ドーナト（Helen Donath、1940年7月10日 - ）は、アメリカ合衆国出身のドイツのソプラノ歌手である。英語風にドーナス、誤ってドナート、ドナースと表記されている（LP時代はほとんどこちらだった）場合もある。旧姓はアーウィン (Erwin)。

## 概説
ドーナトはテキサス州コーパスクリスティで生まれ、同地の大学に学んだ後ニューヨーク州でパオラ・ノヴィコヴァとC.ダフォルに学んだ。
1958年、ニューヨークでコンサート歌手としてデビューした。1961年、西ドイツ・ケルンのオペラ研修所に加わるとともに、ケルン市立歌劇場の一員となり、『ラインの黄金』の第2のラインの乙女役でデビューする。1964年にザルツブルク音楽祭でモーツァルトの『魔笛』のパミーナ役を歌い認められる。1966年ハノーファー歌劇場と契約。同地で彼女は、指揮者クラウス・ドーナトと出会い結婚した。
1965年からウィーン国立歌劇場、1967年からはバイエルン国立歌劇場にも出演するようになり、名声を得る。1984年、ハンブルク州立歌劇場の日本公演で初来日しパミーナを歌う。
ドーナトの声種はソプラノ・リリコで、パミーナのほか『ニュルンベルクのマイスタージンガー』のエーファや『ばらの騎士』のゾフィー、『カルメン』のミカエラなどを得意とする。また、J.S.バッハやヘンデルのオラトリオやカンタータを始めとする教会音楽の優れた歌い手でもあるとともに、夫クラウスのピアノ伴奏で歌曲リサイタルも行なっている。